# Lida Holmes Mattman
 Lida Holmes Mattman Ph.D. (31 de julio de 1912-6 de agosto de 2008) fue una microbióloga estadounidense.

## Biografía
Se graduó con un M.Sc. en virología por la Universidad de Kansas y un Ph.D. en inmunología por la Universidad de Yale. Mattman enseñó inmunología, microbiología, bacteriología, virología y patología. Trabajó durante 35 años en esos campos en varias escuelas e instituciones incluyendo Universidad de Harvard, Howard Hughes Institute, Universidad de Oakland y Universidad Estatal Wayne. Ascendió a Profesor Emérito en el Departamento de Ciencias Biológicas de la Universidad Estatal de Wayne en Detroit donde se dedicó a la investigación y docencia. Se desempeñó como presidenta de la Rama de Michigan de la Sociedad Americana de Microbiología, como presidenta de la División de Medicina de la Academia de Ciencias de Michigan, y se mantuvo en diversas oficinas en el capítulo local de Sigma Xi.
Sus estudios se ocuparon de investigar el papel de depresores de la tensión superficial en sistemas inmunológicos, la primera fijación del complemento con un virus libre de bacterias, el primer informe de botulismo por geotrichum mycemia, portador nasal de Clostridium tetani, cura con antibióticos de rinoescleroma, pruebas de sensibilidad a los antibióticos de Coccidioides immitis, y estudios por microscopio electrónico de Peptococci . Y sus estudios más profundos se referían a las formas L y espontáneamente in vivo e in vitro. 
Mattman desarrolló un nuevo método para el cultivo de B. burgdorferi a partir de pacientes con enfermedad de Lyme crónica. Fue autora del libro Cell Wall Deficient Forms: Stealth Pathogens. Formas deficientes de pared celular: patógenos invisibles. 
Mattman fue nominada para el Premio Nobel de Medicina o Fisiología 1998.